# 利耶爾 (挪威)
利耶爾（挪威語：Lier）是挪威布斯克吕郡的市镇，行政中心为利耶尔比恩村。市镇面积为301平方公里，人口数量为21,594人（2004年），人口密度为每平方公里77人。